# Tubod (Lanao del Norte)
Tubod is een gemeente in de Filipijnse provincie Lanao del Norte in het noorden van het eiland Mindanao. Bij de laatste census in 2007 had de gemeente ruim 44 duizend inwoners.

## Geografie

### Bestuurlijke indeling
Tubod is onderverdeeld in de volgende 24 barangays:
| - Barakanas - Baris - Bualan - Bulod - Camp V - Candis - Caniogan - Dalama - Kakai Renabor - Kalilangan - Licapao - Malingao | - Palao - Patudan - Pigcarangan - Pinpin - Poblacion - Pualas - San Antonio - Santo Niño - Taden - Taguranao - Tangueguiron - Tubaran |

## Demografie
Tubod had bij de census van 2007 een inwoneraantal van 44.095 mensen. Dit zijn 1.028 mensen (2,4%) meer dan bij de vorige census van 2000. De gemiddelde jaarlijkse groei komt daarmee uit op 0,33%, hetgeen lager is dan het landelijk jaarlijks gemiddelde over deze periode (2,04%). Vergeleken met de census van 1995 is het aantal mensen met 2.800 (6,8%) toegenomen.

De bevolkingsdichtheid van Tubod was ten tijde van de laatste census, met 44.095 inwoners op 246,8 km², 178,7 mensen per km².